# Begonia hirtella
Begonia hirtella är en begoniaväxtart som beskrevs av Heinrich Friedrich Link. Begonia hirtella ingår i släktet begonior, och familjen begoniaväxter. Inga underarter finns listade i Catalogue of Life.

## Bildgalleri

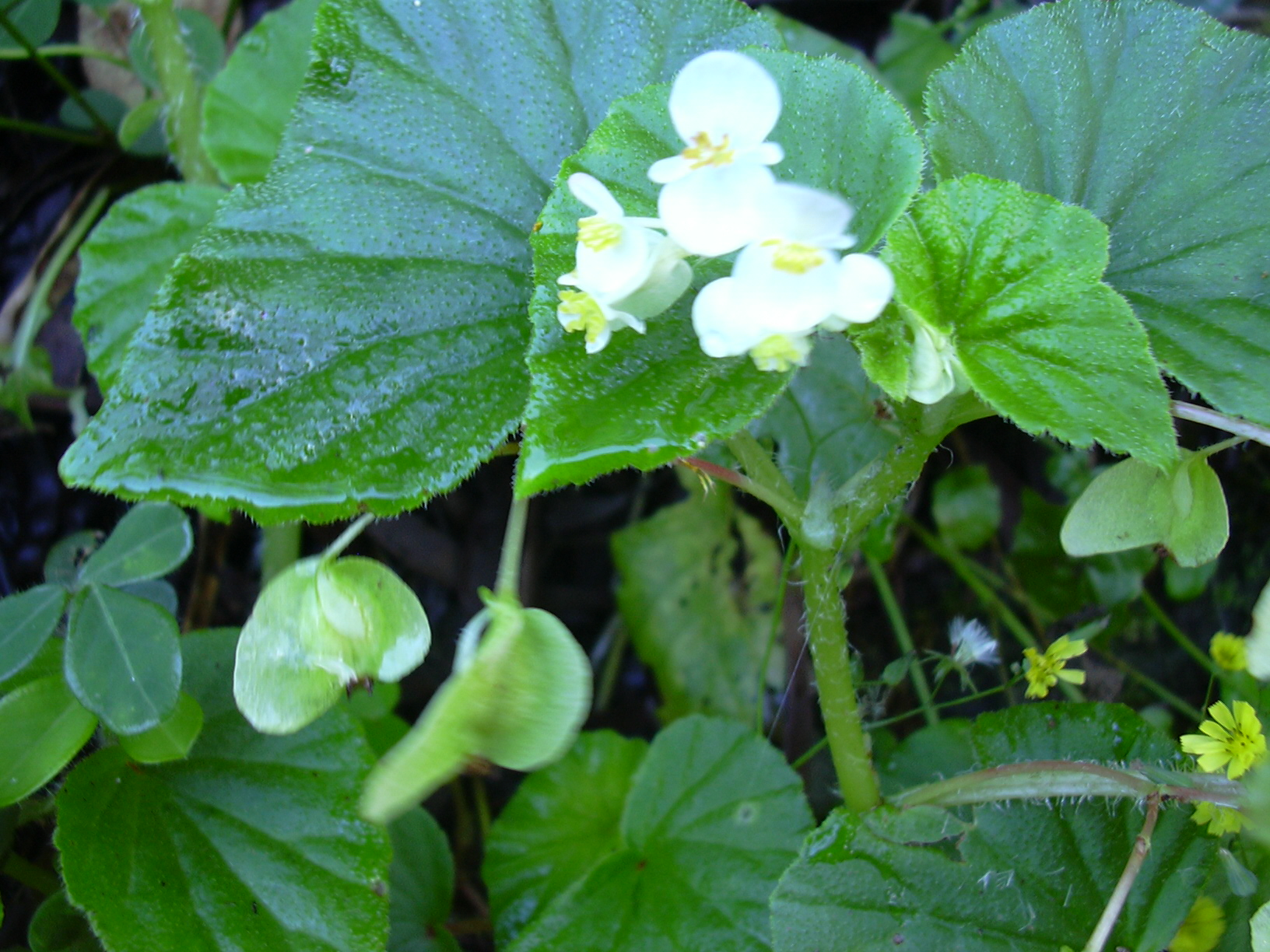
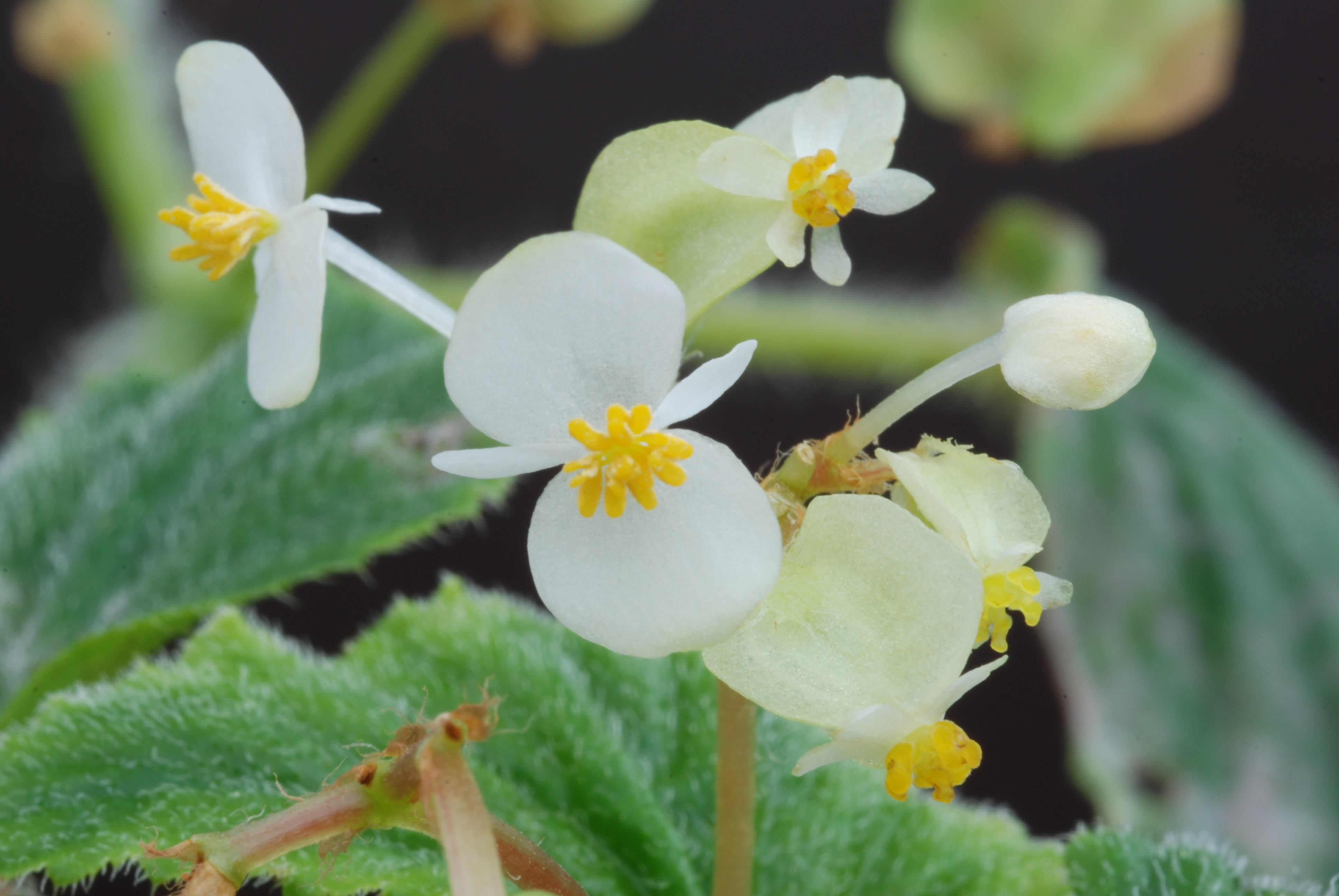
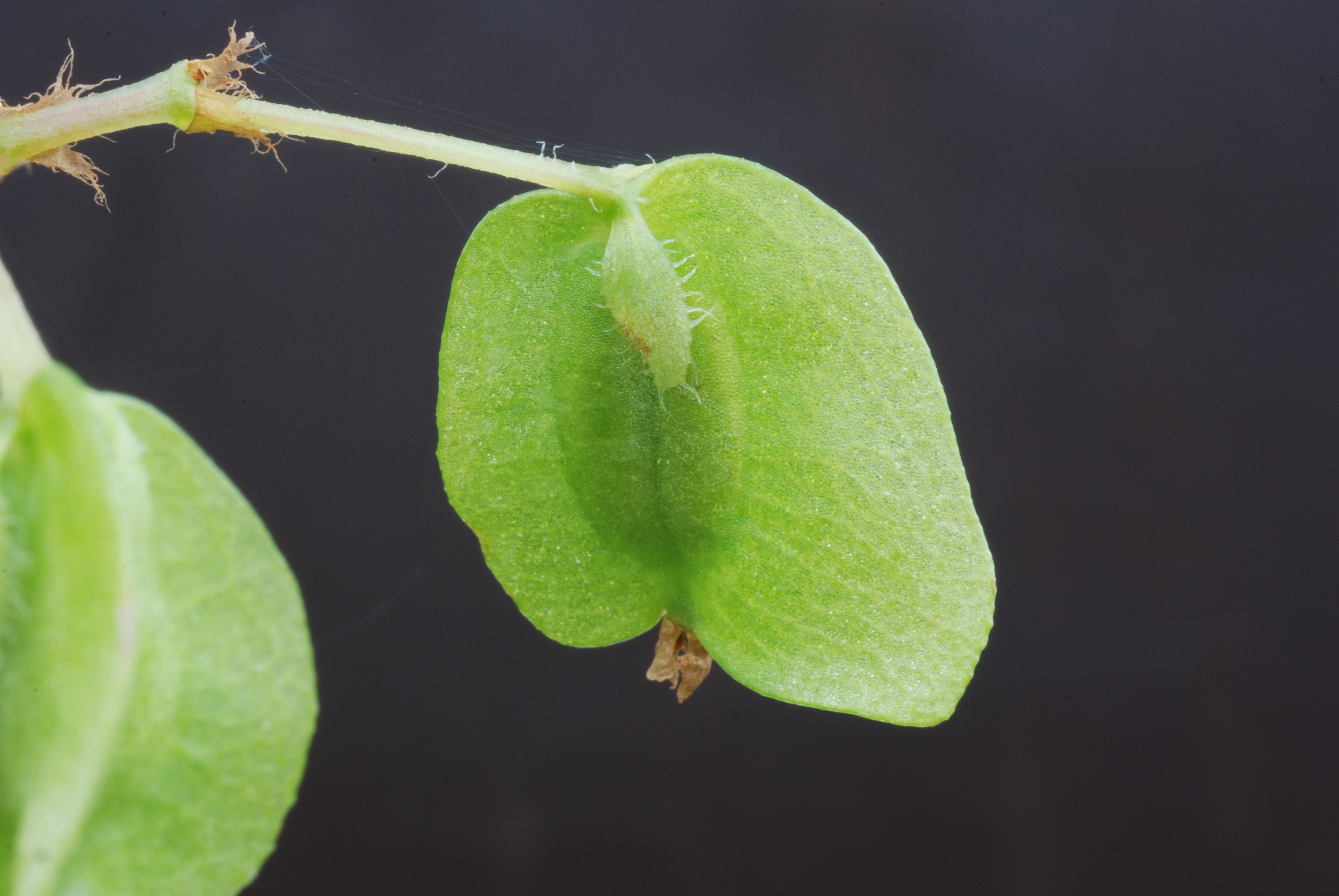
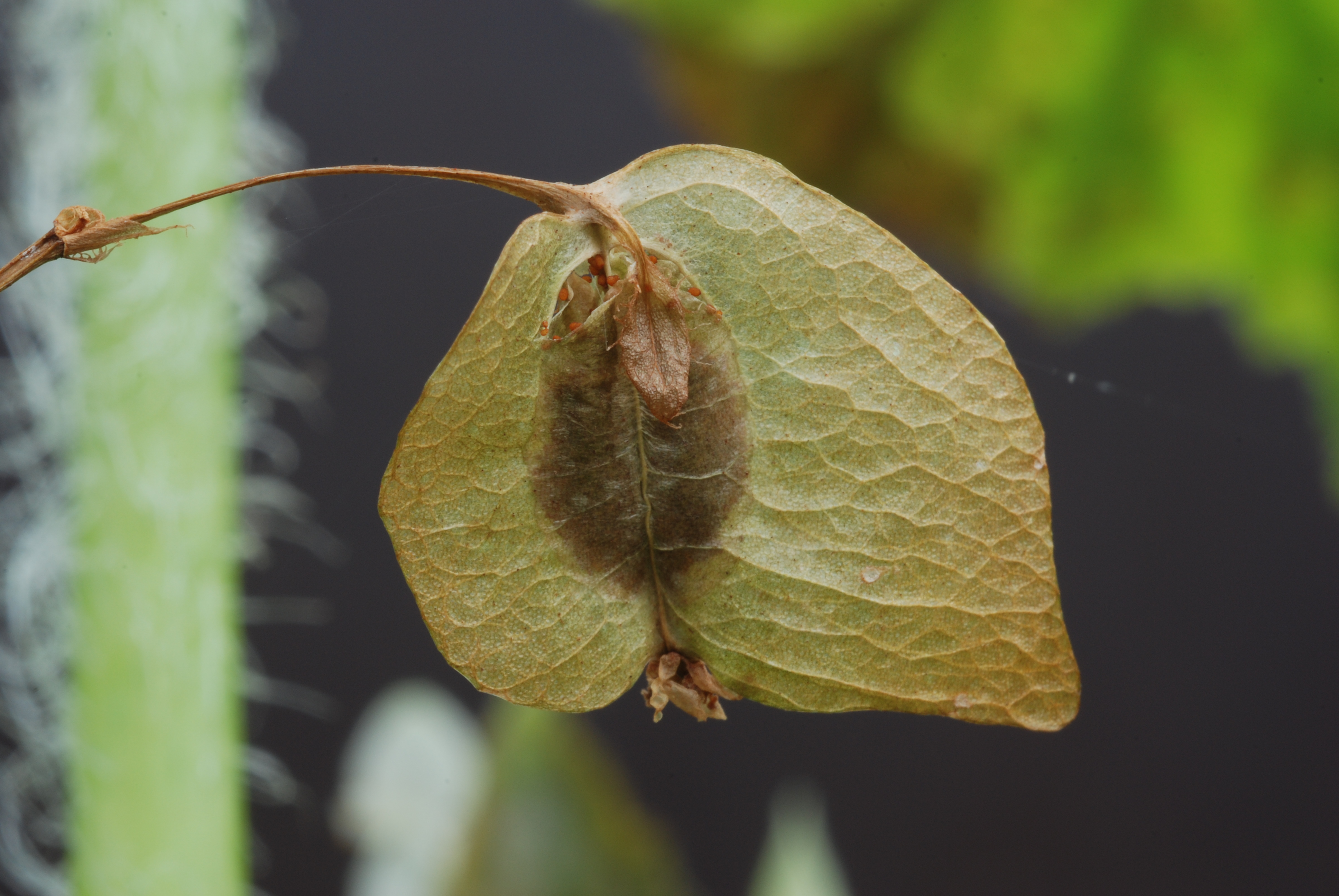
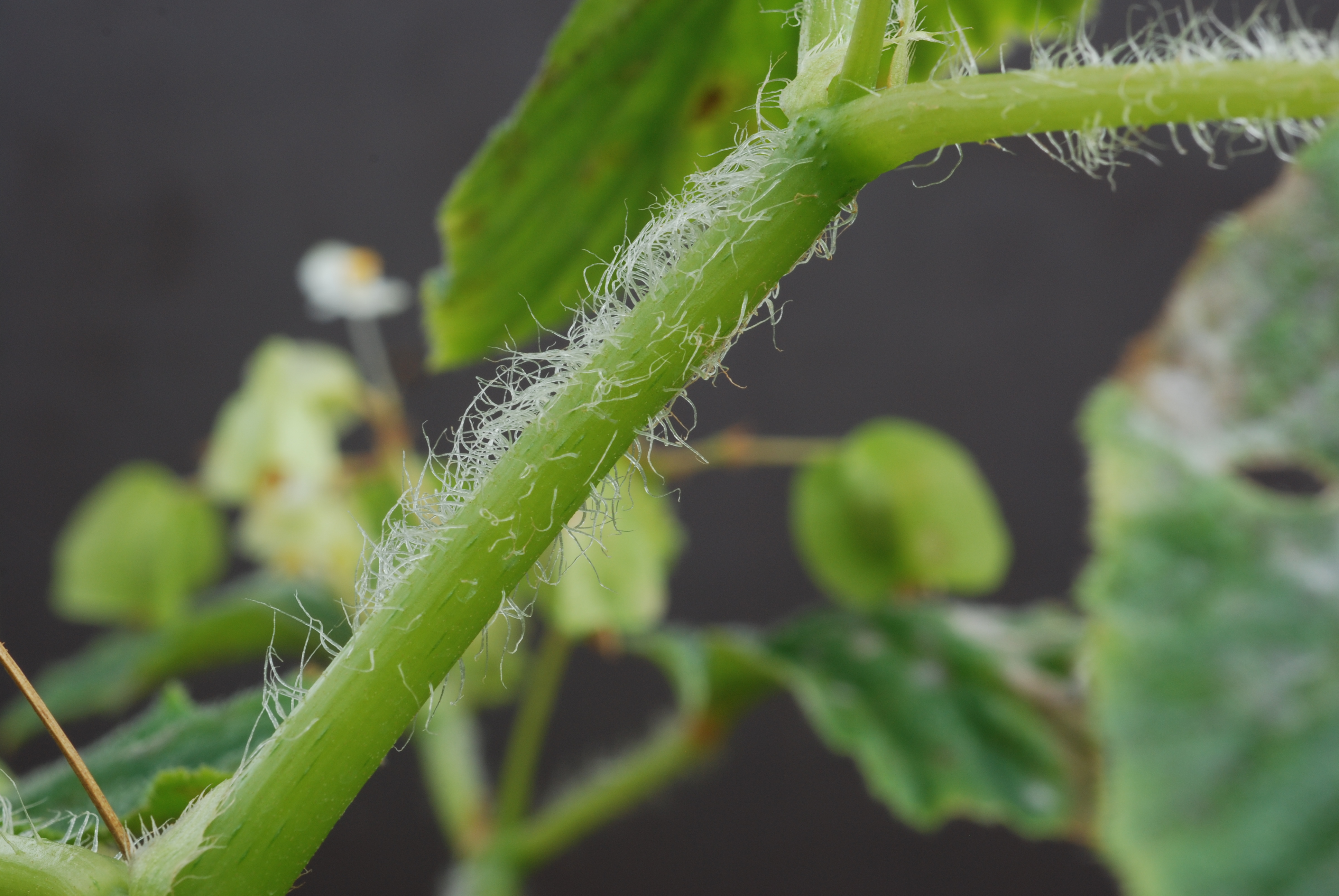